# Saladí
Saladí (Tikrit, actual Iraq, 1138 - Damasc, 4 de març de 1193), va ser un militar kurd, fundador de la dinastia aiúbida i soldà d'Egipte i de Síria.
Gran defensor de l'islam i particularment de l'ortodòxia religiosa representada pels sunnites, unificà políticament i religiosa l'Orient Pròxim, liderant la lluita contra els croats cristians i combatent les doctrines musulmanes més apartades de l'oficial, representades per la dinastia fatimita. És particularment conegut per haver vençut els croats en la batalla de Hattin, retornant Jerusalem als musulmans i reconquerint així Terra Santa. L'impacte d'aquest esdeveniment a Occident va provocar la Tercera Croada, liderada pel famós Ricard Cor de Lleó, que va esdevenir mítica tant per als europeus com per als musulmans.
Quan el 1171 va morir al-Àdid, el darrer califa de la dinastia fatimita (xiïta), Saladí va esdevenir el soldà d'Egipte, instaurant el sunnisme al país. Tot i que nominalment depenia de Síria, en els seus dominis tenia, de fet, un poder absolut. Amb l'excusa d'eliminar la influència dels fatimites, va engrandir el reialme conquerint Líbia, el nord del Sudan i el Iemen.
La seva fama va transcendir el seu temps i va esdevenir un símbol de la cavallerositat medieval, fins i tot per als seus enemics cristians. Roman una figura molt admirada en la cultura àrab, kurda i musulmana.

## Nom
El seu nom complet fou al-Màlik an-Nàssir Abu-l-Mudhàffar Salah-ad-Din wa-d-Dunya Yússuf ibn Ayyub ibn Xadhi ibn Marwan ibn Yaqub ad-Duwiní at-Tikrití (àrab: الملك الناصر أبو المظفر صلاح الدين والدنيا يوسف بن أيوب بن شاذي بن مروان بن يعقوب الدُويني التكريتي, al-Malik an-Nāṣir Abū l-Muẓaffar Ṣalāḥ ad-Dīn wa-d-Dunya Yūsuf b. Ayyūb b. Xāḏī b. Marwān b. Yaʿqūb ad-Duwīnī at-Tikrītī). Al-Màlik i an-Nàssir, ‘el Sobirà’ i ‘el Defensor’, eren títols honorífics o làqabs que s'afegiren al seu nom de naixement, Yússuf, així com Salah-ad-Din wa-d-Dunya, ‘Salvació de la Religió i del Món’. És justament per la primera part d'aquest làqab, Salah-ad-Din, que fou més conegut i, de fet, va donar lloc a les diferents formes en què fou conegut pels europeus: Saladí, en català. Les nisbes at-Tikrití i ad-Duwiní remeten al seu lloc de naixement, Tikrit, i a la ciutat més propera al lloc d'origen de la seva família, el llogaret d'Ajdanakan, prop de Dvin, a Armènia (Duwín, en àrab). També és molt habitual l'ús, posterior, de la nisba al-Ayyubí, en relació amb el seu pare, Ayyub, i que dona nom a tota la dinastia aiúbida o ayyubí. En aquest sentit, en kurd i àrab és conegut senzillament com Selahedînê Eyûbî i صلاح الدين الأيوبي, Ṣalāḥ ad-Dīn al-Ayyūbī, ‘Saladí l'Aiúbida’.

## Primers anys
Va néixer l'any 1138 a Tikrit, a l'actual província de Salah ad-Din (Iraq), anomenada així en honor seu. El seu pare, Najm-ad-Din Ayyub, n'era el governador. La seva família era kurda, originària de Dvin, a l'Armènia medieval. Com molts kurds, en aquella època eren soldats al servei dels governants sirians i mesopotàmics.
Els seus familiars es van allistar a l'exèrcit d'Imad al-Din Zengi I, senyor de Mossul, el líder musulmà que va aconseguir reconquerir el comtat d'Edessa als croats, sent el primer a aconseguir derrotar-los. Quan Zengi va morir el 1146 a Síria, hi va haver una guerra civil en la qual la família de Saladí va posar-se a favor de l'hereu legítim, Nur-ad-Din Xahanxah, que un cop consolidada la seva posició va recompensar-los. El pare de Saladí, Ayyub, va ser nomenat governador de Damasc i el seu oncle Àssad-ad-Din Xírkuh, comandant de l'exèrcit.
Xírkuh va ser enviat a Egipte, on el Califat Fatimita estava en crisi per la pressió dels croats cristians a les seves fronteres i per les guerres civils. En aquesta campanya es va endur el seu nebot amb ell. En poc temps Xírkuh va controlar el país, actuant com a visir i representant del soldà de Síria i, quan va morir, Saladí el substituí.
En l'exercici del seu càrrec, Saladí va repel·lir un intent d'invasió croat, va abolir alguns impostos, va reformar i reduir l'administració i va contractar mercenaris turcs i kurds per formar un gran exèrcit.

## Egipte

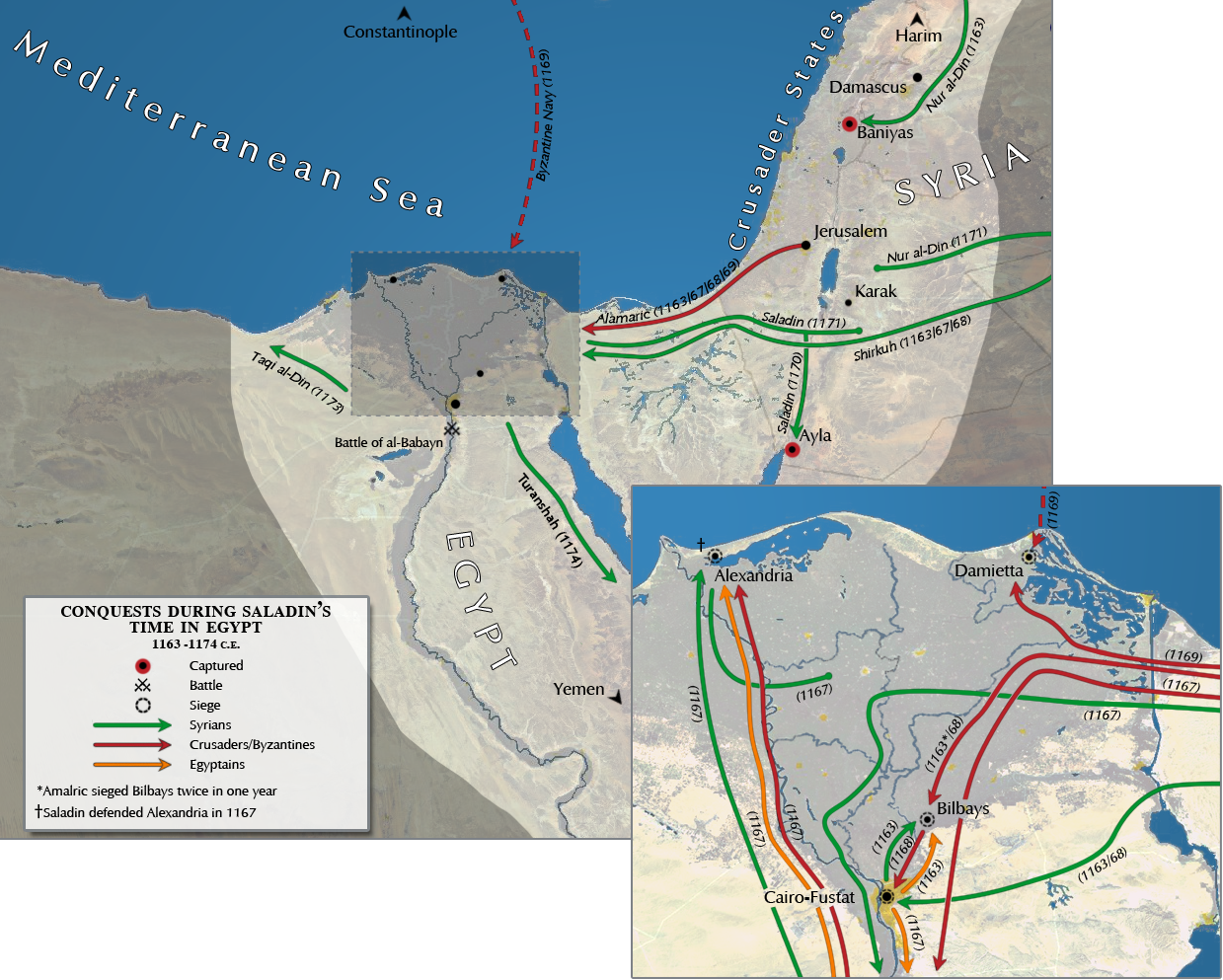
Mapa amb les diverses campanyes de Saladí i el seu oncle a Egipte

En aquells temps, Egipte vivia un període d'inestabilitat. Eren els moments finals del Califat Fatimita i el país estava en crisi. Per una banda, estaven amenaçats pels croats cristians, que havien ocupat Ascaló i s'havien aliat amb l'Imperi Romà d'Orient i amenaçaven les seves fronteres; per l'altra, estaven immersos en una guerra civil impulsada pels diversos aspirants al càrrec de visir.

### Campanya del 1163
El 1163, Xàwar, el visir d'al-Àdid, el califa fatimita d'Egipte, havia estat expulsat del país pel seu rival Dirgham, un membre de la poderosa tribu Banu Ruzzik. La seva petició d'ajuda militar a l'oncle de Saladí, Àssad-ad-Din Xírkuh, va fer que l'any 1164 Saladí, un jove de 26 anys, arribés a Egipte formant part de la campanya. Xírkuh, després de posar ordre i retornar el càrrec de visir a Xàwar, es va trobar que aquest va reclamar la retirada del seu exèrcit a canvi de 30.000 dinars, petició que va ser rebutjada, ja que el sultà sirià desitjava que les seves tropes romanguessin al país. Xawar va buscar llavors el suport del rei de Jerusalem, Amalric I i va intentar recuperar el control militar. El paper de Saladí en aquesta campanya va ser menor però se sap que va rebre la missió de reunir provisions per defensar Bilbeis abans del setge que estaven preparant una força de croats i soldats lleials a Xàwar.
Després del saqueig de Bilbeis, la força combinada i l'exèrcit de Xírkuh es van enfrontar en una batalla en mig del desert, al costat del riu Nil, a l'est de Guiza. Saladí va ser un destacat líder, comandant l'ala dreta de l'exèrcit, mentre tropes kurdes componien l'ala esquerra i Xírkuh personalment dirigia el centre. Fonts musulmanes, però, posen Saladí al centre i amb les ordres d'atraure l'enemic a una trampa a través d'un simulacre de retirada. De totes maneres, l'èxit inicial croat es va estavellar contra la duresa del terreny, massa escarpat i sorrenc per als cavalls, i Hug de Cesarea, comandant cristià, va ser capturat quan atacava la unitat de Saladí. Després d'una lluita en les estretes valls del sud, l'exèrcit zenguida va passar a l'ofensiva i Saladí es va unir des de la rereguarda.
La batalla va acabar amb una victòria de les tropes de Nur-ad-Din, i Saladí es va guanyar la fama d'haver assistit el veterà Xirkuh en una de les «victòries més memorables de la història escrita», segons Ibn al-Athir, tot i que les seves pròpies tropes havien patit greus baixes i, per tant, no va ser una victòria tan clara. Xírkuh i Saladí van entrar a Alexandria, on van ser rebuts amb mostres d'entusiasme i van obtenir diners, armes i lloc per poder-se instal·lar. Es varen haver d'enfrontar a una força superior d'un exèrcit format per soldats croats i egipcis que tractaven d'assetjar la ciutat; Xírkuh va dividir les seves tropes, replegant-se des d'Alexandria, ciutat que va deixar en mans de Saladí. Un atac de Nur ad-Din des de Síria contra els croats va obligar Amalric I a abandonar el setge per defensar els seus dominis del nord, fet que provocà que se signés la pau a canvi de la retirada de Xírkuh d'Egipte.

### La campanya del 1167
Xirkuh, decebut amb aquest resultat, va seguir preparant la conquesta d'Egipte, amb Xàwar recelant de les intencions sirianes i renovant les seves aliances amb Amalric. A la fi de 1166 i principi de 1167 Xírkuh, de nou acompanyat per Saladí, va tornar a envair Egipte amb el beneplàcit de Nur-ad-Din i l'oposició dels lleials a Xàwar i Amalric. Xirkuh, en el seu trajecte cap al sud, va aconseguir evitar la confrontació amb els croats. El març de 1167, finalment, els aliats van aconseguir forçar una batalla que Xírkuh va guanyar, encara que amb grans pèrdues en ambdós bàndols. Xírkuh va marxar a Alexandria, de majoria sunnita i on gaudien d'un ampli suport. Com va succeir el 1163, Xírkuh va marxar deixant Saladí a càrrec de la ciutat, i tractà de no quedar atrapat amb el gruix del seu exèrcit. Saladí aviat es va veure involucrat en un altre dur setge d'Alexandria; mentre, Xirkuh restava inactiu, sense atacar ni als assetjadors ni a la seva base, al Caire. Sembla que al final Xírkuh i els aliats van negociar un tractat on, un altre cop, Amalric i Xírkuh van haver d'abandonar el país a canvi de les corresponents indemnitzacions i amb garanties d'amnistia per a la població d'Alexandria, que havia donat el suport a Saladí. Saladí personalment va romandre al campament croat durant les negociacions per assegurar la protecció d'Alexandria.
Assetjat per problemes interns i per la impopularitat que generà la seva aliança amb els croats cristians, Xàwar va passar a negociar amb Nur-ad-Din per evitar que Xírkuh tornés a atacar Egipte. No obstant això, ell mateix es va veure traït quan, el 1168, Amalric va envair Egipte. Amalric, aviat va capturar Bilbais, que se li havia resistit durant l'atac del 1163, i el novembre va destruir la població A continuació va marxar contra Fustat, la capital oficial, sense donar temps que Xàwar reunís el seu exèrcit. En aquesta situació, el visir va decidir cremar la ciutat, en una estratègia de terra cremada abans que pogués ser utilitzada pels croats; ell ja tenia la base al Caire, residència califal i capital de facto. Amalric la va assetjar de totes maneres.
Amb l'enemic a les portes, al-Àdid va demanar ajuda al soldà de Síria, que un altre cop, va enviar l'exèrcit comandat per Xírkuh. Sembla que aquesta vegada li va costar convèncer Saladí perquè l'acompanyés, probablement pel mal record que tenia dels setges d'Alexandria i Bilbais. El desembre de 1168, però, Saladí estava ja amb la resta de l'exèrcit ocupant Egipte. La notícia de la seva arribada va forçar Amalric a demanar una treva, pactada el gener de 1169, on de nou els egipcis pagaven per la retirada dels invasors. Amb el beneplàcit d'al-Àdid, Xírkuh i Saladí van entrar al Caire sense oposicions. Saladí personalment arrestà Shawar, que va ser condemnat a mort pel califa. Xírkuh rebé el títol de visir i Saladí va rebre un càrrec en el nou govern.

### Visir d'Egipte

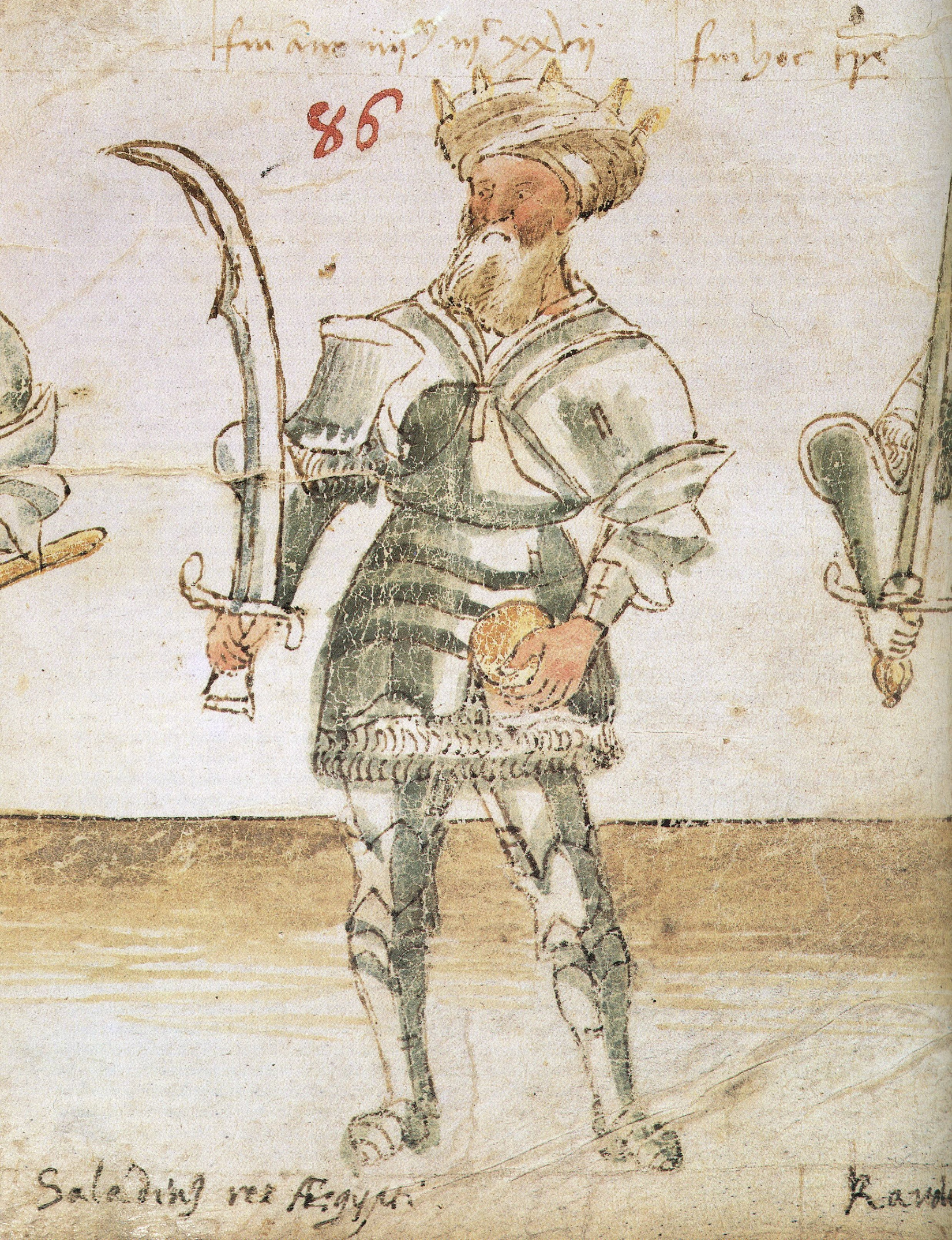
Saladin rex aegypti, d'un manuscrit del

Cap al 1169, Xírkuh controlava el país, actuant en part com a primer ministre del califa fatimita d'Egipte, en part com a governador i representant del Sultà sirià. Al març d'aquest mateix any morí, i com el seu successor va ser elegit Saladí. És incerta la causa del seu nomenament: les hipòtesis varien d'una elecció dels emirs sirians a una elecció del califa per dividir els ocupants entre kurds i turcs. Nur ad-Din havia escollit un substitut, però al-Àdid i els emirs zengites locals van aconseguir imposar a Saladí com a visir. Les raons perquè un califa xiïta com al-Àdid donés suport a un sunnita són incertes. D'acord amb Ibn al-Athir, els seus consellers li van dir al califa que «no n'hi havia cap més feble o jove» entre els candidats i que «cap emir no l'obeiria», però segons aquesta mateixa versió va ser acceptat per la majoria d'emirs després d'un poc de negociació. Al-Wahraní escriure que va ser elegit per la reputació de la seva família, considerada generosa i valent. Imad-ad-Din va dir que després d'un breu període de dol amb «opinions enfrontades», uns emirs el van triar i van forçar el califa a la designació. Encara que la seva posició va ser probablement discutida, se sol concordar en què el seu historial en les campanyes precedents amb el seu oncle li donaven un currículum impecable entre els emirs.
Investit com visir el 26 de març, Saladí es va transformar. Va abandonar la beguda d'alcohol, que tot i els tabús religiosos era comú entre la milícia, i es va tornar més religiós. Havent guanyat més poder que mai en la seva carrera, es va enfrontar al dilema de la divisió de lleialtats entre els seus dos senyors, al-Àdid i Nur-ad-Din. Es deia que el segon li era secretament hostil. Nur ad-Din sabia poc del nebot del seu general, més enllà que era de l'ambiciosa família aiúbida i va arribar a afirmar que dubtava que pogués fer res sense les seves ordres. Els fets posteriors són que Saladí va ignorar diverses cartes del sultà sirià i va rebutjar la seva autoritat.
Com a governant es va enfrontar a un estat tan inestable com en temps de Xàwar, amb l'afegit de ser un regent estranger i la divisió entre el califa xiïta i el seu sunnisme personal. El repte empitjorava en haver d'enfrontar-se a la delicada situació sota l'escrutini del sultà sirià, que anhelava el control directe d'Egipte, i l'amenaça dels croats.

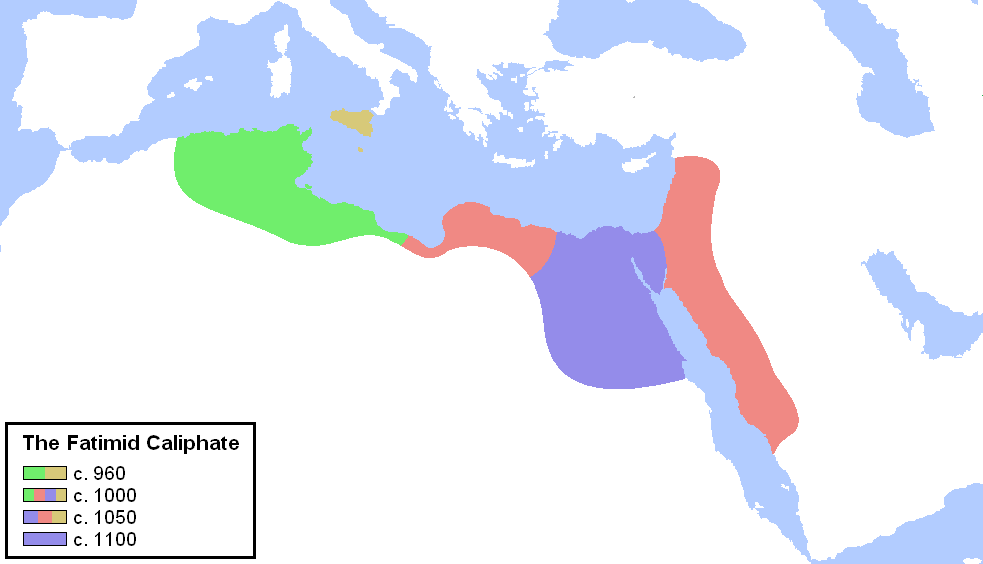
Màxima extensió del domini fatimita

Saladí es va enfrontar des del primer moment a les elits fatimites, que temien que el visir sunnita acabés amb el califat, com efectivament va passar. Una conjura contra Saladí va tenir lloc gairebé immediatament, el 1169, centrada en un eunuc negre que servia com a majordom del califa. Saladí va tenir notícies del complot i va executar l'eunuc mentre es trobava fora de la ciutat inspeccionant les seves propietats. L'endemà, aquesta execució va desencadenar la revolta d'unitats militars formades per negres amb prop de 50.000 efectius, que eren l'espina dorsal de l'exèrcit egipci i les més lleials als fatimites. Saladí va sufocar la revolta i va reestructurar l'exèrcit basant-se en les seves tropes sirianes, primordialment kurdes i turques, en comptes dels mercenaris del Magrib que era els habituals al país. Així no només va crear un exèrcit més experimentat i preparat, sinó que es va garantir un control personal sobre el mateix. Mai més va haver d'afrontar una revolta al Caire. No va ser l'únic repte que va haver de superar el 1169. Amalric va tornar a atacar, recolzat per l'armada romana d'Orient, que va assaltar Damiata. Nur-ad-Din va enviar contingents a Egipte mentre atacava la indefensa Síria, provocant la retirada dels francs.
Encara que no es va erradicar el Califat Fatimita fins al 1171, Saladí ja com a visir va tractar de potenciar activament el sunnisme. Va construir nombroses mesquites i madrasses per expandir l'ideari sunnita, el que va ser molt popular, ja que era el corrent majoritària al país, tot i no ser l'oficial. El nomenament sistemàtic de juristes sunnites per a la judicatura va garantir el control de l'administració i de l'estat. Al Caire va ordenar la construcció d'una universitat de la branca malikita i una altra per a la branca del xafiisme, a la qual el mateix pertanyia, a Fustat. La reducció de la burocràcia li va permetre d'eliminar impostos i taxes, que vorejaven el concepte musulmà d'usura, fet que va tenir una gran acceptació. Un altre tret del seu govern va ser la incorporació de part de l'elit egípcia en la seva administració. Per sobre de tots, destacà al-Qadi al-Fàdil, un brillant jurista d'Ascaló que havia servit a Xàwar i Xírkuh. Aquesta classe d'homes li van donar a Saladí contacte amb els complexos cercles del poder econòmic i social de l'imperi fatimita. Més encara, la seva tolerància i pragmatisme es va guanyar el suport de jueus i els coptes, claus en el control del sistema bancari i vitals per a l'economia egípcia.
L'any 1170, Saladí havia assegurat una posició segura al país. Li va ser de gran ajuda l'haver aconseguit que la seva família es reunís amb ell, principalment el seu pare, Ayub, amb els quals va crear una administració vinculada a ell. Mentrestant, Nur ad-Din va ser pressionant perquè deposés al califa. Saladí va posar a prova el califa amb actes com entrar a cavall a la seva cort, accions que només podia fer el califa.
Sense oposició interna, el 1170 Saladí es va veure lliure per dur a terme atacs contra el Regne de Jerusalem. Va assetjar la ciutat de Darum, sense èxit, provocant que Amalric retirés la guarnició dels templers de Gaza per a defensar-lo. Saladí els va evadir i va assolar Gaza, destruint la ciutat amb l'excepció de la fortalesa i massacrant als habitants que no s'havien refugiat dins d'ella. El mateix any aconseguí conquerir la ciutat d'Eilat, al mar Roig, que sense ser una gran amenaça permetia als croats assetjar la navegació prop del Sinaí.
Es va retirar aviat de la campanya de 1171, on se suposava que havia de participar en un assalt conjunt amb Nur ad-Din al Kerak dels Cavallers, en part per evitar enfrontar-se al seu senyor i en part per la pena de la mort del seu pare. Nur ad-Din es va enfadar amb Saladí per això. Per posar a prova i complaure al califat dels abbàssides li va ordenar dissoldre el Califat Fatimita el juny de 1171. Saladí es va veure llavors en la tessitura d'arriscar-se a més revoltes, de manera que va esperar a la mort d'al-Àdid, que semblava imminent (de fet, se sospita que va poder ser enverinat) per acabar oficialment amb el califat. La seva mort el 17 juny 1171 va suposar la reintegració definitiva del culte a Egipte del corrent sunnita, majoritària dins l'islam, i això succeí durant el govern de Saladí. El major signe d'aquest canvi és que cinc dies després, la pregària dels divendres es feu en nom del califa de Bagdad, al-Mústadi. Això va realçar el seu prestigi dins la comunitat islàmica, que estava encara molt afectada per la caiguda de la ciutat santa de Jerusalem en poder dels croats el 1099.

### Soldà d'Egipte

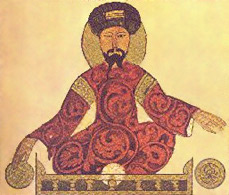
Saladí segons un còdex àrab del

Després de la mort d'al-Àdid era en teoria un vassall de Nur-ad-Din però en la pràctica era el governador de facto d'Egipte: reconeixia l'autoritat del sultà de Síria, però gaudia de total independència en el seu govern d'Egipte, a causa de la llunyania entre Damasc i El Caire, separades per estats governats pels croats europeus. La retirada de la campanya contra Karak es considera com una mostra de la seva independència amb relació a Nur ad-Din. Probablement Saladí evitava anar a veure Nur ad-Din per si aquest li impedia tornar a Egipte, temorós del control que ja tenia del país. També era possible que d'atacar llavors al regne de Jerusalem, que actuava d'estat barrera, si aquest estat desapareixia podria deixar Saladí sol davant del cap sirià, que hagués tingut llavors un pretext per prendre el poder sobre Egipte. Per no marxar, Saladí va al·legar conjures fatimites en la seva rereguarda, però Nur ad-Din no va acceptar "l'excusa".
Durant l'estiu de 1172, un exèrcit nubià, acompanyat de refugiats armenis va ser vist a la frontera, preparant un setge sobre Assuan. L'emir de la ciutat va demanar reforços a Saladí, que va enviar el seu germà Turan-Xah. Les forces egípcies es van imposar, però els nubians van tornar el 1173. Aquesta vegada els egipcis van llançar un contraatac que va portar representar la conquesta de Qasr Ibrim i del nord de Núbia.
Durant uns mesos, Nur ad-Din va deixar d'enviar cap altre exèrcit, però va exigir el retorn dels 200.000 dinars gastats a les campanyes de Xírkuh. Saladí va enviar 60.000 dinars, «meravelloses manufactures egípcies», joies, un ase de gran qualitat i un elefant. Durant el viatge que va emprendre a Damasc va lliurar els presents, va aprofitar per llançar atacs per les terres dels croats. No va prendre els castells, però va atacar i mirar d'eliminar els beduïns que vivien en el territori i servien de guies als croats.
Saladí va ampliar també les seves fronteres, conquistant la costa líbia, mantenint-se des d'aleshores una lluita intermitent a la zona entre el seu llibert, Qaràqüix, de la naixent dinastia almohade i els romanents de l'imperi de la dinastia almoràvit. El 31 de juliol de 1173, el seu pare, Ayub, va quedar ferit després d'una caiguda del cavall, accident que causà la seva mort el 9 d'agost. La pèrdua del seu fidel vassall va contribuir a augmentar els recels de Nur-ad-Din. El 1174, Saladí va enviar a Turan-Xah a conquerir el Iemen i va prendre el seu principal port i ciutat, Aden. L'excusa era que aquests territoris no reconeixien al califa de Bagdad, però se sol considerar que Saladí preparava un lloc segur en haver de fugir amb la seva família per si es produïa un atac de Nur-ad-Din.

## Síria

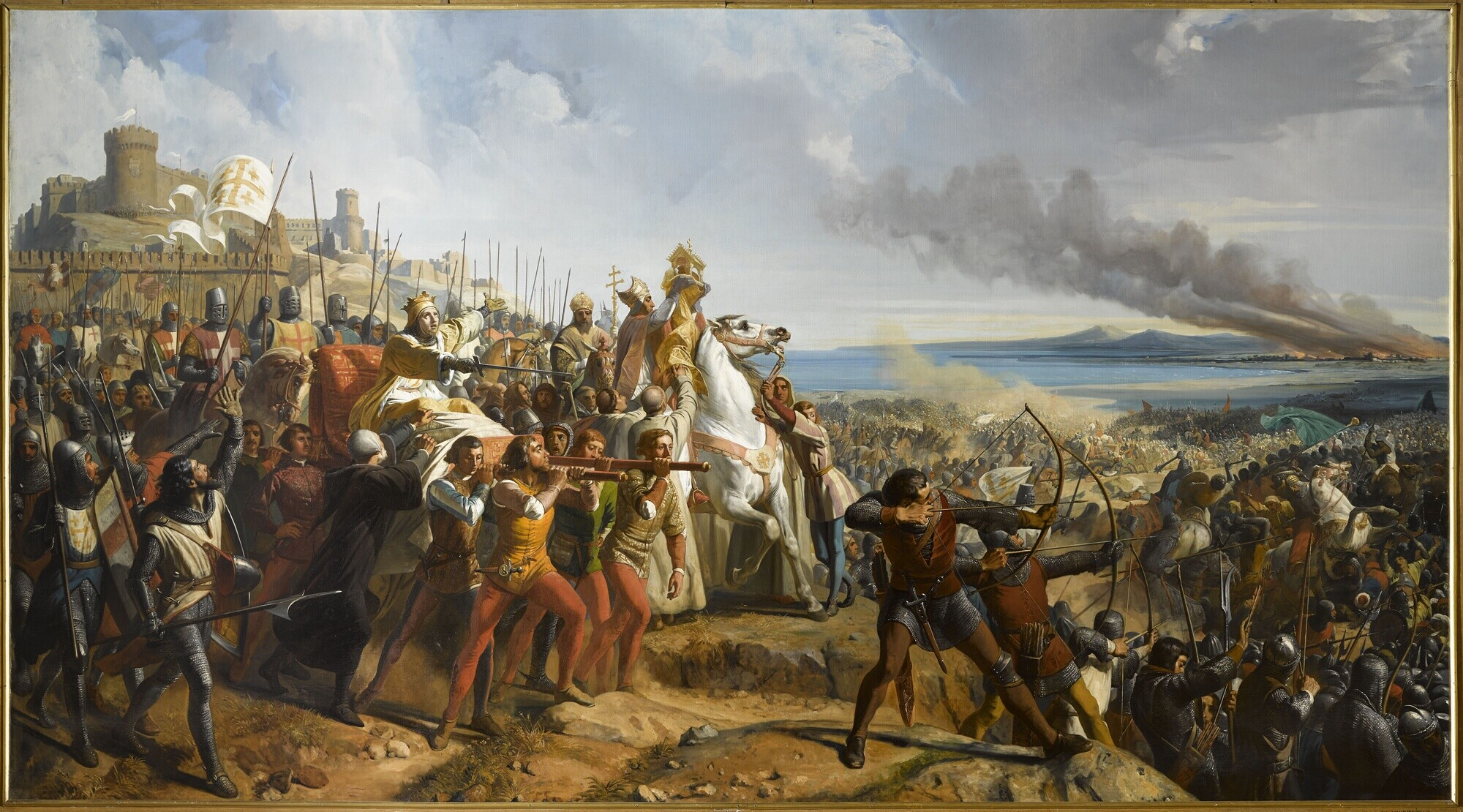
Batalla de Montgisard

Nur-ad-Din va morir el 1174 deixant Síria al seu fill As-Sàlih Ismaïl al-Màlik, d'onze anys. Amb l'excusa de protegir el jove monarca de l'amenaça croada, Saladí va ocupar el seu reialme, va entrar a Damasc i va assetjar Alep. Aquell any va sobreviure a un intent d'assassinat de la secta dels assassins, gràcies al fet que duia una cota de malla sota la túnica. Després de ser derrotat de la batalla de Montgisard el 1177, els regnes croats varen ser un problema constant, a causa de les seves incursions sobre territori musulmà. Però dos anys més tard, va obtenir la seva primera victòria contra els croats en la batalla del Gual de Jacob.
As-Sàlih Ismaïl al-Màlik va morir el 1181 i Saladí va ser nomenat oficialment soldà de Síria, càrrec que ostentava de facto des de feia 7 anys. Havent assegurat el seu poder sobre Síria, va aconseguir annexionar-se els territoris de la Mesopotàmia, fins llavors controlats pels descendents d'Imad-ad-Din Atabeg Zengi, l'antic senyor al que la seva família havia servit.

### Conquesta de Damasc i el sud de Síria
Al començament d'estiu de 1174, Nur ad-Din es trobava, aparentment, preparant una campanya contra Egipte, havent enviat peticions de tropes a Mossul, Diyarbekir, i al-Jazira. La família aiúbida va mantenir un concili sobre com afrontar aquesta possible amenaça i Saladí va congregar les seves tropes als afores del Caire. No obstant això, el 15 de maig moria Nur ad-Din, deixant el poder al seu fill d'onze anys As-Sàlih Ismaïl al-Malik. Amb això Saladí obtenia de facto la total independència. En una carta a l'hereu prometia «actuar com una espasa contra els seus enemics» i definia la mort del seu pare com «el xoc després d'un terratrèmol».
La mort de Nur-ad-Din va deixar davant Saladí una difícil decisió. Podia atacar els croats des d'Egipte o esperar fins a ser convidat per As-Sàlih a Síria per atacar des d'allà. Podia també ocupar Síria abans que, com semblava, caigués en mans d'un rival, però temia la hipocresia moral d'atacar les terres del que havia estat el seu senyor, una cosa detestable per la seva moral islàmica i que li invalidava per encapçalar la guerra contra els croats. Per annexionar Síria necessitava una invitació d'as-Salih o una excusa com el potencial perill croat en un cas de desgovern.
Quan a l'agost, As-Sàlih va ser portat a Alep, Gumushtigin, emir de la ciutat i capità de Nur-ad-Din va assumir la regència. L'emir es va preparar per desbancar als seus rivals, començant amb Damasc. Davant d'aquestes perspectives, l'emir de la ciutat, va apel·lar a Sayf-ad-Din (cosí de Gumushtigin) de Mossul a la recerca de suport, sent rebutjat i obligat a demanar ajuda a Saladí. Saladí va travessar el desert amb 700 genets, passant per Kerak i arribant a Bosra, i sent seguit per «emirs, soldats, turcs, kurds i beduïns en el rostre es veien les emocions que duien al cor». El 23 de novembre va arribar a Damasc on va ser aclamat, i va descansar a l'antiga casa del seu pare a la ciutat, fins que li van obrir les portes de la ciutadella de Damasc, on es va establir i va rebre l'homenatge dels ciutadans.

### Alep i el nord de Síria

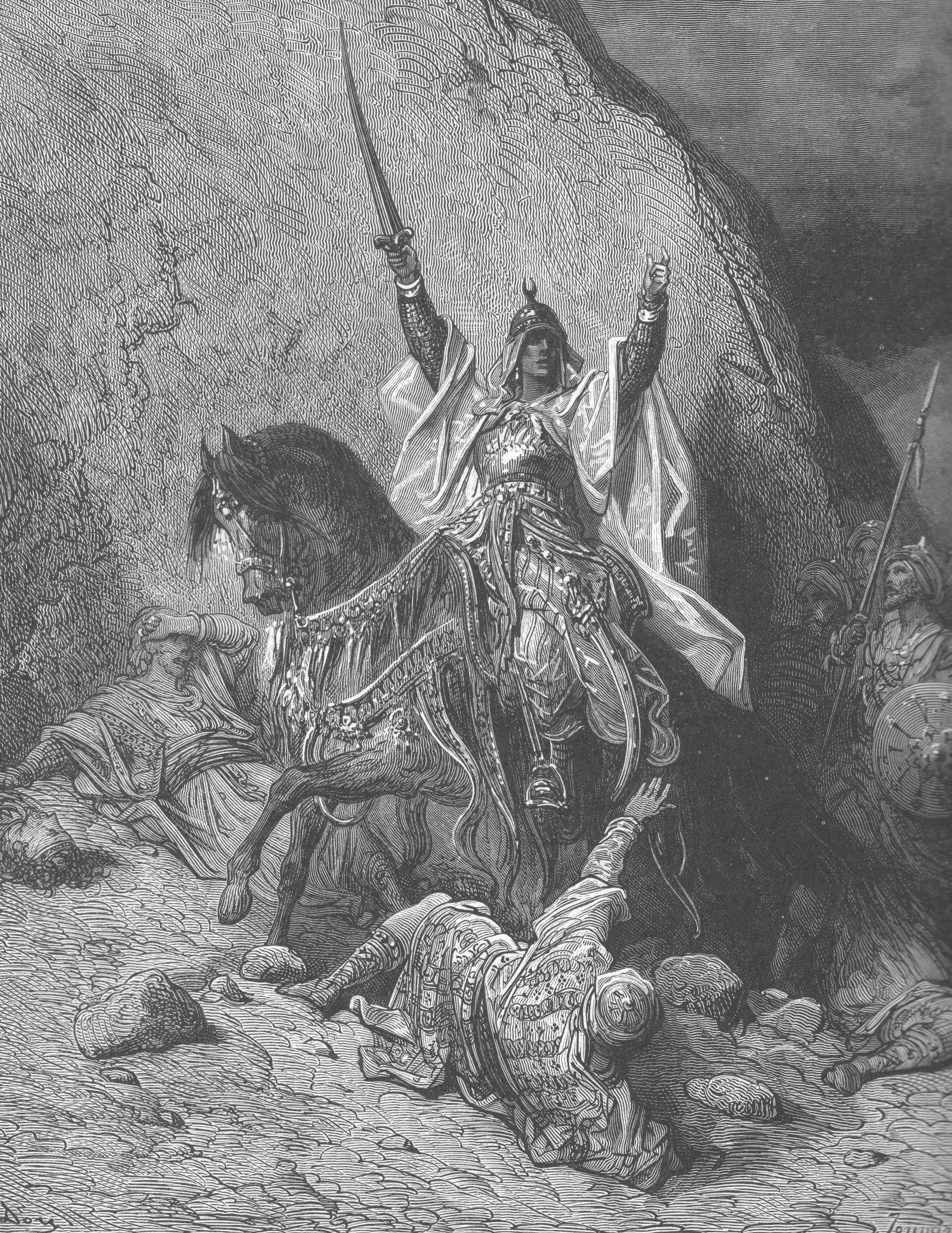
Una representació del de Saladí victoriós (Gustave Doré)

Deixant al seu germà Tughtigin com a governador de Damasc, Saladí va avançar al nord amb ànim de sotmetre altres ciutats que antany van pertànyer a l'imperi de Nur-ad-Din però que després de la seva mort havien esdevingut gairebé independents. Va prendre Hamat sense gaires problemes, però va evitar la poderosa fortalesa del Krak dels Cavallers, a 40 quilòmetres d'Homs. Es va desplaçar després cap a Alep, que va assetjar el 30 desembre 1174 després que Gumushtigin es negués a abandonar el tron. Però as-Salih, que temia a Saladí, va deixar el palau i va demanar a la població que no es rendissin. Un dels cronistes de Saladí va dir que "la gent va caure sota el seu embruix".
| «                   | Mireu aquest home injust i ingrat que vol treure'm del meu país sense consideració per a Déu ni per als homes! Sóc orfe i compto amb vosaltres per defensar-me en memòria del meu pare que tant us va estimar. | » |
| — as-Salih al-Malik | |   |

Gumushtigin va demanar ajuda a Raixid-ad-Din Sinan, gran mestre dels assassins, secta que estava enemistada amb Saladí; pertanyien a la branca fatimita, i havien vist amb gran enuig la fi del califat egipci. Aquests van planejar assassinar Saladí al seu campament. Un grup de 13 assassins va entrar fàcilment en el mateix, però van ser detectats abans d'haver comès el crim. Un va caure davant un general de Saladí i els altres van ser reduïts mentre tractaven de fugir. Per complicar-ho tot encara més, Ramon III de Trípoli va congregar les seves forces a Nahr al-Kabir, ja prop del territori musulmà. Va amenaçar de llançar un atac contra Homs, però es va replegar després de sentir que Saif al-Din enviava reforços.
Mentrestant, els enemics de Saladí a Síria i Mesopotàmia van dur a terme una guerra de propaganda, basant-se en la idea que Saladí «havia oblidat la seva condició de vassall» i que no mostrava gratitud pel seu antic senyor assetjant el seu «en revolta contra el seu senyor». Saladí va intentar contrarestar aquesta propaganda aixecant el lloc i afirmant que estava defensant l'islam contra els croats. Va tornar amb les seves tropes a Hamat a enfrontar-se a un exèrcit croat, que es va retirar permetent a Saladí proclamar "una victòria que obria les portes dels cors dels homes". Poc després aconseguia entrar a Homs i prendre la seva ciutadella (març de 1175) malgrat una tossuda resistència dels seus defensors.
Els èxits de Saladí alarmaren Sayf-ad-Din. Cap dels zengites, incloent-hi Gumushtigin, veia Síria i Mesopotàmia com una part de les seves terres i es van ofendre davant "la usurpació de Saladí". Sayf-ad-Din va reunir un gran exèrcit i va marxar amb ell a Alep, on els defensors l'esperaven ansiosament. Les forces combinades d'Alep i Mossul van marxar contra Saladí a Hamat. Molt sobrepassats en el nombre de soldats, Saladí va negociar abandonar les terres al nord de Damasc, però no es va arribar a cap acord. Els zengites volien el seu retorn a Egipte, i sent inevitable la confrontació, Saladí va prendre posicions avantatjoses als turons del riu Orontes. El 13 d'abril de 1175, els zengites van marxar contra ell, però aviat es van veure envoltats per tropes més veteranes i millor posicionades, que els van aniquilar. La batalla va ser una victòria decisiva per a Saladí que va perseguir l'exèrcit en fuga fins a les portes d'Alep, forçant als consellers d'as-Salih a reconèixer el seu domini no només de Damasc, sinó a Homs, Hama i sobre les ciutats properes a Alep, com Maarat an-Numan o Baalbek.

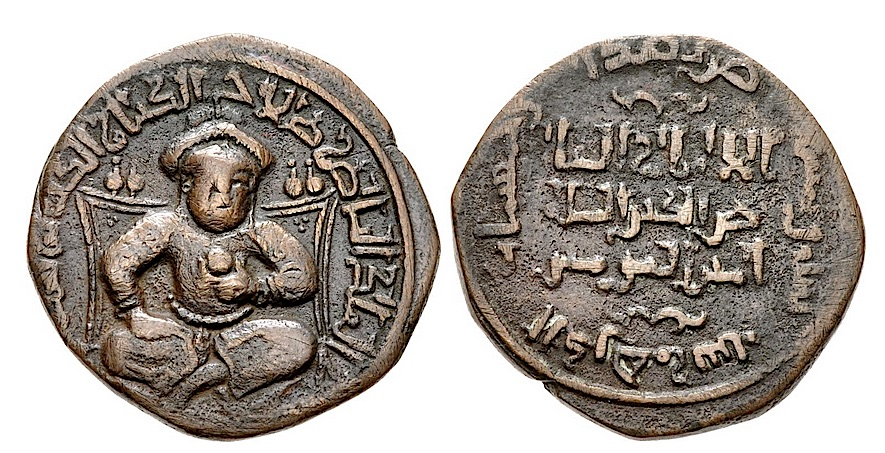
Moneda amb l'efígie de Saladí

Després de la seva victòria, Saladí es va proclamar rei i va eliminar el nom d'as-Salih de la pregària del divendres i de les monedes. D'aleshores ençà, s'havia de pregar per Saladí a totes les mesquites d'Egipte i Síria i van encunyar moneda al Caire amb el seu nom: «Al-Màlik an-Nàssir Yússuf ibn Ayyub» (‘el Rei Defensor Yússuf fill d'Ayyub’). El Califat Abbàssida li va reconèixer l'autoritat autoconcedida i el va declarar «sultà d'Egipte i Síria».
Aquesta batalla d'Hamat no va acabar però amb les lluites de poder entre aiúbides i zengides. La confrontació final es va allargar fins a la primavera de 1176. Saladí va portar tropes d'Egipte mentre Sayf-ad-Din aixecava lleves entre els estats vassalls de Diyarbekir i al-Jazira. Quan Saladí va travessar l'Orontes, deixant Hamat, hi va haver un eclipsi de sol. Tot i veure-ho com un presagi, va continuar la marxa, arribant al Túmul del Soldà, a 24 quilòmetres d'Alep. Aquí les seves forces van trobar l'exèrcit de Saif al-Din. Es va iniciar una lluita cos a cos, on els zengides van aconseguir sobrepassar l'ala esquerra de Saladí abans que ell personalment carregués contra la guàrdia zengida. Davant aquest atac, els zengides van fugir com van poder, i van morir la majoria dels oficials i va poder escapar pels pèls Saif al-Din. El campament zengida amb els seus cavalls, bagatge, botigues i provisions van ser capturats. Saladí però va alliberar amb regals als seus presoners i va repartir el botí entre el seu exèrcit sense quedar-se res per a ell.
Va continuar contra Alep, que el va rebre amb les portes tancades. Pel camí havia conquerit Buza'a i Menbidj. Des d'aquí es va dirigir a l'est per assetjar la fortalesa d'A'zaz el 15 de maig de 1176. Uns pocs dies després, amb Saladí descansant en una botiga, un assassí va aconseguir entrar, atacant-lo al cap amb un ganivet. El casc el va salvar i va aconseguir agafar l'assassí per la mà gràcies a portar el seu gambeson. L'assassí va ser executat i Gumushtugin i els de la secta dels assassins van ser acusats de l'atemptat, reforçant-se el setge de la ciutat.
A'zaz es va rendir el 21 de juny de 1176, i Saladí es va afanyar amb les seves tropes per arribar fins a Alep per castigar Gumushtigin. Els seus assalts van ser rebutjats però no només va aconseguir signar una treva sinó fins i tot un pacte d'aliança amb Gumushtigin i as-Salih; a canvi de mantenir la ciutat es reconeixia a Saladí tot el que havia conquerit. Els emirs de Mardin i Keyfa, aliats amb Alep, també van reconèixer Saladí com a senyor de Síria. Després de la signatura del tractat, la germana petita d'as-Salih va anar a Saladí reclamant el retorn de la fortalesa d'A'zaz. Saladí va accedir i la va escortar de tornada a Alep amb nombrosos regals.

### La secta dels assassins
L'estiu de 1175, aprofitant les treves amb els zàngides i el regne de Jerusalem, Saladí va llençar una campanya contra els assassins de Sinan. Quan va rebre tropes d'Egipte, Saladí es va dirigir contra les seves fortaleses al Líban, però es va retirar aquest mateix mes sense haver conquerit res. Molts historiadors musulmans afirmen que l'oncle de Saladí va mediar en un tractat de pau entre ell i Sinan. No obstant això, la versió dels assassins era que Saladí va renunciar a causa de temors sobre la seva pròpia vida. Havia ordenat deixar guix i sorra al voltant de la seva tenda en el lloc de Masyaf per poder veure les empremtes de possibles assassins i donat torxes als seus guàrdies.
D'acord amb aquesta versió, una nit els guàrdies van veure un esclat i quelcom que desapareixia entre les tendes. Saladí va despertar a temps de veure una figura abandonant la seva tenda. Va observar que les llums estaven desplaçades i que el llit tenia marques com les de les peculiars armes dels assassins amb una nota clavada en una daga enverinada que li advertia que seria assassinat si no es retirava de l'assalt. Saladí va cridar, afirmant que la figura havia estat el mateix Sinan i va ordenar als seus guàrdies a arribar a un acord. Adonant-se de la impossibilitat de conquerir les fortaleses excavades a les muntanyes, va preferir arribar a un acord i evitar que els croats els utilitzessin com a arma secreta.

### Lluita amb els cristians

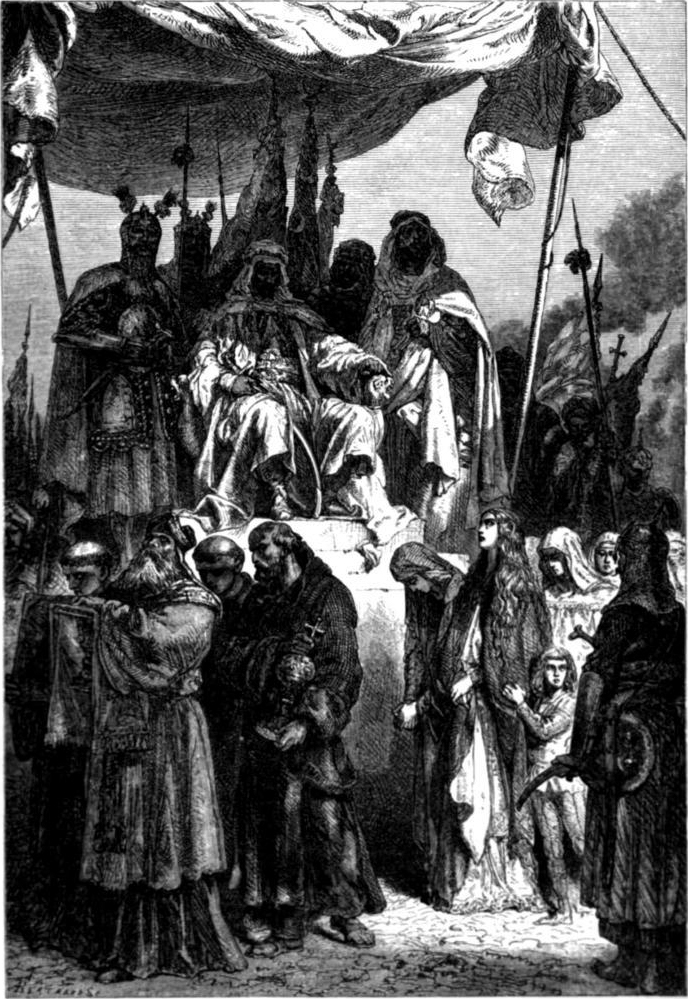
Els cristians de la ciutat santa desfilen davant Saladí

Després de deixar les muntanyes d'al-Nusayri, Saladí va tornar a Damasc i va llicenciar les seves tropes sirianes. Va deixar el seu germà Turan-Xah al càrrec de Síria i va marxar a Egipte amb la seva cort personal, arribant al Caire el 22 de setembre. Després de dos anys absent, tenia molt a supervisar en el país del Nil, particularment obres i projectes que havia deixat pendents. Va reparar i va ampliar les muralles de la ciutat i va començar la construcció de la ciutadella del Caire. També va fer construir el pou Bir Yússuf, de 85 metres. La seva gran obra pública fora de la ciutat va ser un gran pont a Guiza, que pretenia facilitar la defensa contra invasions mores.
Saladí va romandre al Caire supervisant el seu govern i construint la madrassa dels executors d'Espases. El novembre de 1177, va llançar una ràtzia sobre Palestina. Els croats havien penetrat en el territori de Damasc i Saladí va prendre la treva com una cosa sense valor. Els cristians van enviar una gran part del seu exèrcit per assetjar Harim, al nord d'Alep, descuidant la seva frontera sud. Saladí va creure que era el moment i va marxar contra Ascaló, a la qual va anomenar la "núvia de Síria". Guillem de Tir deixà escrit que l'exèrcit aiúbida constava de 18.000 esclaus negres del Sudan i 8.000 soldats d'elit turcmans i kurds. L'exèrcit va assolar el camp, va saquejar Ramla i Lod i va arribar a les portes de Jerusalem.
Saladí va permetre al rei Balduí IV de Jerusalem entrar a Ascaló amb els cavallers templers de Gaza sense prendre precaucions contra un atac sorpresa. Encara que els croats amb prou feines tenien 375 cavallers, Saladí va dubtar de possibles emboscades davant la presència de tropes veteranes i oficials experts. El 25 de novembre de 1175, amb el gruix del seu exèrcit absent, Saladí i les seves tropes es van veure sorpresos a Guèzer, prop de Ramla. Abans que poguessin formar en ordre de batalla, els templers van trencar les seves línies. Saladí va tractar inicialment d'organitzar els seus homes, però davant la mort de la seva guàrdia va veure inevitable la derrota i amb les poques tropes que li quedaven va muntar un camell fins a Egipte. En les cròniques cristianes és coneguda com la batalla de Montgisard.
Sense desanimar-se per la seva derrota de Guèzer, Saladí es va preparar per lluitar amb els croats una altra vegada. A la primavera de 1178, acampava sota els murs d'Homs mentre tenien lloc escaramusses entre les seves tropes i els croats. A Hamat Saladí va guanyar la batalla i li van portar les despulles de l'enemic, amb molts presoners; Saladí va ordenar la seva decapitació per "rentar d'escombraries les terres dels creients". Va passar la resta de l'any a Síria, sense lluitar.
Els espies de Saladí van informar que els croats planejaven una expedició a Síria. El sultà va ordenar al seu general Farrukh-Shah, patrullar la frontera de Damasc amb mil soldats en espera d'un atac per retirar-se sense presentar batalla i avisar amb torxes als turons perquè Saladí ataqués. L'abril de 1179, els croats dirigits per Balduí, que no esperaven resistència, atacaren per sorpresa l'est dels Alts del Golan. Van avançar massa de pressa en persecució de Farrukh-Xah, que concentrava les seves tropes al sud-est de Quneitra, i van ser derrotats pels aiúbides en la batalla de Marj Ayyun. Amb la victòria, Saladí va portar reforços i va sol·licitar 1.500 genets al seu germà al-Àdil, a Egipte.
L'estiu de 1179, Balduí havia construït un lloc avançat en el camí a Damasc i pretenia fortificar un pas a través del riu Jordà, conegut com el gual de Jacob, que controlava l'accés a la plana de Paneas, dividida entre musulmans i cristians. Saladí va oferir 100.000 peces d'or a Balduí a canvi d'abandonar el projecte, particularment ofensiu per tractar-se d'un lloc sant per als musulmans, però no hi va haver tracte. Així va resoldre destruir la fortalesa i va moure les seves casernes a Paneas. Com que els croats es van afanyar a atacar les seves forces, van perdre l'orde en la formació; després d'un èxit inicial, van perseguir l'enemic fins de manera descontrolada i van ser vençuts per les tropes de Saladí. Aquesta batalla del Gual de Jacob, i la presa de la fortalesa el 30 agost 1179, va ser dues victòries clau per a Saladí.

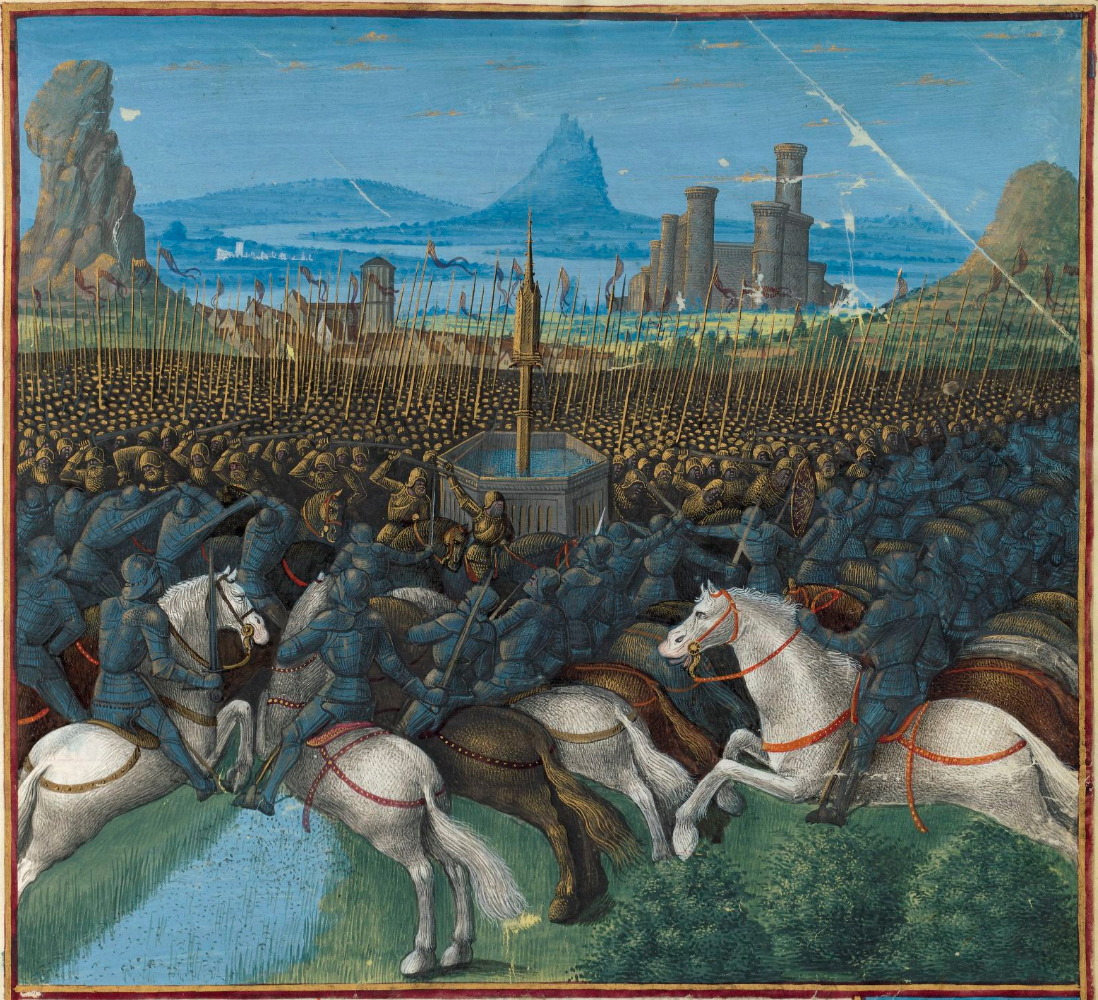
La batalla de Hattin

A la primavera de 1180, mentre Saladí estava a les proximitats de Safad, esperant començar una nova campanya, Balduí va enviar missatgers amb propostes de pau. Després de sequeres i males collites, Saladí era conscient que anava escàs de provisions i va acceptar. Ramon III de Trípoli es va oposar a la treva, però una incursió a les seves terres i la visió de la flota de Saladí a Tartus el van convèncer a acceptar el pacte.

## La Conquesta de Jerusalem
Els atacs del cavaller Reinald de Chatillon contra caravanes i pelegrins musulmans va ser el principal desencadenant de la guerra que acabaria amb els regnes croats. L'any 1187 el rei de Jerusalem, Guy de Lusignan va convocar un gran exèrcit per fer front a Saladí i va sortir al seu encontre. La batalla de Hattin va tenir lloc en uns turons coneguts com les banyes de Hattin, on l'exèrcit croat, debilitat per la manca d'aigua, fou derrotat. Lusignan va ser capturat, així com de Châtillon a qui, segons la llegenda, Saladí va tallar el coll amb la seva pròpia espasa. Els cavallers dels ordes religiosos van ser aniquilats gairebé del tot, i els supervivents van haver d'escollir entre la conversió o la mort, tot i que Saladí va tractar bé els presoners de més renom.
Desaparegut el gruix de l'exèrcit croat, Saladí es va veure lliure d'atacar la ciutat de Jerusalem, defensada per Balian d'Ibelin. La ciutat va caure el 2 d'octubre del 1187. Saladí va perdonar la vida a tots els cristians i finalment va entrar a la mesquita d'Umar, o cúpula de la Roca, el tercer lloc més sagrat de l'islam, després de la Meca i Medina. Al llarg dels mesos següents, Saladí reconquistà la totalitat del regne, a excepció del port de Tir, ciutat que va aconseguir defensar-se sota la direcció del nouvingut Conrad I de Montferrat, i uns pocs reductes com el castell de Beaufort, que quedà en mans de Renaud de Sagette.

## Tercera Croada i mort

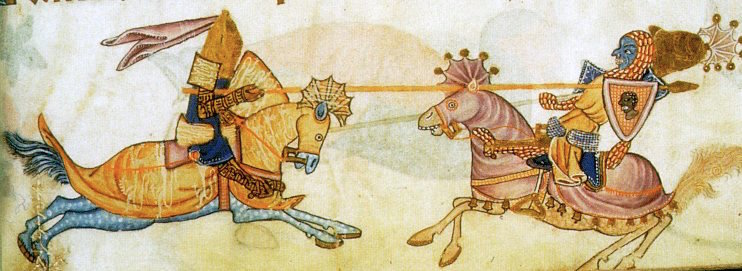
Ricard Cor de Lleó i Saladí

Després de la caiguda de Jerusalem es va proclamar la Tercera Croada, on hi van participar Felip II de França, rei de França i Ricard Cor de Lleó, rei d'Anglaterra. Els croats van conquerir la ciutat de Sant Joan d'Acre, però llavors les desavinences entre Felip i Ricard van fer que els francesos abandonessin la croada.
Ricard va aconseguir alguns èxits però no pas reconquerir Jerusalem. Finalment, sabent la mala situació al seu país va decidir abandonar la croada, després de pactar amb Saladí, que va prometre atorgar protecció als peregrins cristians.
Saladí va morir a Damasc el 1193 i va ser enterrat a la Gran Mesquita d'aquesta ciutat, on les seves despulles encara descansen en un senzill taüt de fusta. Va succeir-lo el seu fill al-Afdal, establint-se així la dinastia aiúbida.

## Visió occidental del personatge
A Europa, els croats que van tornar a les seves llars van portar amb si nombroses llegendes i anècdotes amb Saladí com a protagonista. Amb elles es va difondre pel món cristià la figura del soldà Saladí.
De Saladí la tradició cristiana es va quedar amb la seva cortesia, saviesa i cavallerositat, apareixent en nombrosos relats com un gran senyor que tractava amb honor als seus captius. Es tracta d'una cosa inexacte per als cànons moderns doncs els membres dels ordes militars que considerava els seus enemics més acèrrims eren normalment obligats a escollir entre una conversió forçosa o la mort, si bé, en la moral de l'època, el seu compliment de les normes socials de cortesia cap als captius i el seu respecte a les pactes amb l'enemic enfront de la violació de treves contínues pels croats davant la seva manca d'un lideratge sòlid l'apropaven de manera molt similar al concepte medieval de cavallerositat.
En diverses narracions apareix així com un exemple del perfecte cavaller medieval, tant pel seu honor com per la seva saviesa i judici. En l'obra La Divina Comèdia, Dante Alighieri va ubicar Saladí al costat de personatges com Sòcrates, Aristòtil, Homer i Ovidi, al Llimb, un espai destinat a personatges justos i il·lustres, impedits d'entrar en el Paradís només per no ser batejats. Entre les obres que recorden d'aquesta manera a Saladí es pot nomenar, El Conde Lucanor, de Joan Manuel de Castella en els seus capítols XXV i L, que descriuen, respectivament, el fictici captiveri d'un noble cristià en mans de Saladí, tractat amb una cortesia exemplar, i a un Saladí a punt de caure en la temptació però acabant per triar sàviament com a exemple de bon governant.
Però també va ser mostrat moltes vegades com el «temible líder infidel» que havia expulsat «la veritable religió» de Terra Santa. En altres fonts, especialment les eclesiàstiques, es mostra com «el diable sarraí» i se l'associa amb el dimoni.
Va ser la primera versió la que es va acabar imposant i així en el segle xix, Lessing en la seva obra Nathan el Savi l'utilitza com un dels tres erudits protagonistes de les tres religions del llibre que arriben a superar les diferències religioses; ell és seleccionat per representar l'islam.
En l'actualitat, tot i que no sempre són històricament exactes, hi ha nombroses obres (tant de recerca com de ficció) on se li sol mostrar com un líder íntegre i fidel a la religió, a més d'un dels més grans estrategs del seu temps, davant uns governants cristians incapaços i en moltes ocasions liderats per fanàtics. Així cal remarcar la pel·lícula El regne del cel o el segon llibre de la trilogia templera de Jan Guillou, que usen protagonistes pragmàtics i tolerants que semblen més propers a Saladí, tot i ser el seu enemic, que als cortesans de Jerusalem, que solen ser descrits, amb l'excepció dels protagonistes que se solen vincular a gent com Raimon III de Trípoli, el «partit moderat» de la cort, com corruptes, fanàtics o merament incompetents.